# Mesothen pyrrha
Mesothen pyrrha là một loài bướm đêm thuộc phân họ Arctiinae, họ Erebidae.